# Chrysopinae
Sous-famille
Les Chrysopinae sont une sous-famille d'insectes de l'ordre de névroptères et de la famille des chrysopidés.

## Taxinomie
Les espèces de la sous-famille se répartissent en quatre tribus regroupant une soixantaine de genres :
tribu Ankylopterygini
- Ankylopteryx Brauer, 1864
- Parankylopteryx Tjeder, 1966
- Retipenna Brooks, 1986
- Semachrysa Brooks, 1983
- Signochrysa Brooks & Barnard, 1990

tribu Belonopterygini
- Abachrysa Banks, 1938
- Belonopteryx Gerstaecker, 1863
- Calochrysa Banks, 1943
- Chrysacanthia Lacroix, 1923
- Chrysaloysia Navas, 1928
- Dysochrysa Tjeder, 1966
- Evanochrysa Brooks & Barnard, 1990
- Italochrysa Principi, 1946
- Nacarina Navás, 1915
- Nesochrysa Navás, 1910
- Nodochrysa Banks, 1938
- Oyochrysa Brooks, 1985
- Stigmachrysa Navás, 1925
- Turnerochrysa Kimmins, 1935

tribu Leucochrysini
- Berchmansus Navás, 1913
- Cacarulla Navas, 1910
- Gonzaga Navás, 1913
- Leucochrysa Banks, 1950 (including Nodita)
- Neula Navás, 1914
- Nuvol (information manquante)
- Santocellus Tauber & Albuquerque, 2008
- Vieira Navás, 1913

tribu Chrysopini
- Anomalochrysa McLachlan, 1883
- Apertochrysa Tjeder, 1966
- Atlantochrysa Hölzel, 1970
- Austrochrysa Esben-Petersen, 1928
- Borniochrysa Brooks & Barnard, 1990
- Brinckochrysa Tjeder, 1966
- Ceraeochrysa Adams, 1982
- Ceratochrysa Tjeder, 1966
- Chrysemosa Brooks & Barnard, 1990
- Chrysocerca Weele, 1909
- Chrysopa Leach in Brewster, 1815
- Chrysoperla Steinmann, 1964
- Chrysopidia Navás, 1911
- Chrysopodes Navás, 1913
- Cunctochrysa Hölzel, 1970
- Dichochrysa Yang, 1991
- Eremochrysa Banks, 1903
- Glenochrysa Esben-Petersen, 1920
- Himalochrysa Hölzel, 1973
- Kostka Navás, 1913
- Mallada Navás, 1925
- Meleoma Fitch, 1855
- Nineta Navás, 1912
- Parachrysopiella Brooks & Barnard, 1990
- Peyerimhoffina Lacroix, 1920
- Plesiochrysa Adams, 1982
- Rexa Navás, 1920
- Suarius Navás, 1914
- Tumeochrysa Needham, 1909
- Ungla Navás, 1914
- Yumachrysa Banks, 1950

Selon the Paleontology Data Base, il existe aussi des espèces fossiles datant du Miocène et de l'Éocène dans les tribus des Chrysopini et des Leucochrysini ainsi que dans les genres Paleochrysopa et Pseudosencera.